# Kajukenbo
Kajukenbo ist eine Kampfsportart. Der Name setzt sich aus den Anfangsbuchstaben der verwendeten Systeme zusammen: Karate, Judo, Jiu Jitsu, Kenpo und chinesisches Boxen und wurde von Adriano D. Emperado in Honolulu, Hawaii, in den Jahren 1947 bis 1949 entwickelt.

## Entwicklung des Kajukenbo
Bei der Entwicklung hatte er Unterstützung anderer Meister verschiedener Kampfkünste, Choo (Koreanisches Karate – Dangsudo), Holeck (Kōdōkan (Jūdō)) und Chang (Kung Fu). In den Jahren von 1947 und 1949 arbeiteten diese Instruktoren zusammen und entwickelten langsam den Kajukenbo-Stil. Die Veränderung ereignete sich 1959, als Adriano Emperado die Shaolin-Kampfkunst mit dem Kajukenbo vereinigte.
Dieser sanfte Stil legt mehr Wert auf die Kenpo-Elemente im Kajukenbo, und seine Basis ist die Verbindung zwischen den nördlichen und südlichen Stilen der chinesischen Kampfkunst. Die nördlichen Stile, charakterisiert durch lange, weitreichende Techniken, und die südlichen Stile, charakterisiert durch kurze, enge, harte und weiche Infight-Techniken, wurden zu einer all diese Elemente umfassenden Kampfkunst, kombiniert mit einer anwendbaren Selbstverteidigung.